# Carl Weymar
Carl Weymar († Mai 1914) war ein deutscher Fußballspieler.

## Karriere
Weymar war Stürmer des SC Victoria Hamburg und bestritt Punktspiele in den vom Hamburg-Altonaer Fußball-Bund ausgetragenen Meisterschaften. Mit seiner Mannschaft gewann er in drei aufeinander folgenden Jahren die Bezirksmeisterschaft, die zur Teilnahme an der Norddeutschen Meisterschaft berechtigte. Von den sechs Bezirksmeistern setzte sich seine Mannschaft – auch im Finale – durch. Am 8. April 1906 gewann sie mit 5:2 gegen den FuCC Eintracht 1895 Braunschweig in Braunschweig. Am 17. März 1907 kam es zu der finalen Neuauflage in Hamburg, die seine Mannschaft mit 6:1 gewann.
Aufgrund der regionalen Erfolge nahm er mit seiner Mannschaft an zwei Endrunden um die Deutsche Meisterschaft teil. Bei der Premiere unterlag er mit dem SC Victoria Hamburg dem Dresdner SC am 28. Mai 1905 mit 3:5 bereits im Viertelfinale, wie auch am 29. April 1906 mit 1:3 gegen den amtierenden Meister Berliner TuFC Union 92.
Bereits im Mai 1914 verstarb Weymar „im 32. Lebensjahre nach längerem schweren Leiden“, wie in einer Todesanzeige seines Vereins SC Victoria in der Zeitschrift 'Spiel und Sport' (Ausgabe vom 19. Mai 1914) zu lesen ist.

## Erfolge
- Norddeutscher Meister 1906, 1907
- Meister Hamburg-Altona 1905, 1906, 1907